# Peace
Peace är ett album av Eurythmics, utgivet 19 oktober 1999. En nyutgåva utkom den 14 november 2005.

## Låtlista
1. "17 Again" (Lennox/Stewart) - 4:55
2. "I Saved the World Today" (Lennox/Stewart) - 4:53
3. "Power to the Meek" (Lennox/Stewart) - 3:18
4. "Beautiful Child" (Lennox/Stewart) - 3:27
5. "Anything But Strong" (Lennox/Stewart) - 5:04
6. "Peace Is Just a Word" (Lennox/Stewart) - 5:51
7. "I've Tried Everything" (Lennox/Stewart) - 4:17
8. "I Want It All" (Lennox/Stewart) - 3:32
9. "My True Love" (Lennox/Stewart) - 4:45
10. "Forever" (Lennox/Stewart) - 4:08
11. "Lifted" (Lennox/Stewart) - 4:49

### Bonusmaterial (2005 års återutgåva)
1. "Beautiful Child" (akustisk version) – 3:31 (tidigare ej släppt)
2. "17 Again" (akustisk version) – 4:46 (tidigare ej släppt)
3. "I Saved the World Today" (akustisk version) – 2:44 (tidigare ej släppt)
4. "Something in the Air" – 3:46 (tidigare ej släppt) - cover på Thunderclap Newman

## Medverkande
Eurythmics
- Annie Lennox – sång
- Dave Stewart – gitarr, sång

Övriga
- Dave Catlin-Birch – bas
- Peter Lewinson – trummor
- Steve Lewinson – trummor
- Chucho Merchán – bas
- Pro Arte Orchestra of London – orkester
- Chris Sharrock – trummor
- David Whitaker – stråkarrangör
- Andy Wright – keyboards, slagverk